# Боснийско-дубровницкая война (1154)
Боснийско-дубровницкая война 1154 года (серб. Рат Босне и Дубровника) произошла недалеко от Требине между Дубровницкой республикой (войско во главе с Михо Бобалевичем) и Боснийским банатом (отряд под предводительством бана Борича и Томаша Вукмирича). Вооружённый конфликт закончился разгромом боснийской армии, а также смертью командующих армиями обеих сторон: Дживо Цриевича и Томаша Вукмирича. По мнению историка Мавро Орбина, войне предшествовал спор между епископом Боснии и архиепископом Дубровника. В иных источниках указывается имя епископа — Милован из Крешево. Участие Улциня, Котора и Пераста на стороне Дубровника сербский историк Тибор Живкович объясняет тем, что все упомянутые города находились под византийским влиянием.

## Ход сражения
Правым крылом боснийской армии командовал Томаш Вукмирич; левым, а также венгерской конницей, — бан Борич. Левое крыло армии Дубровника состояло из уроженцев Улциня (во главе с Николой Улцинянином) и Пераста (под командованием Милоша Шестокрилаца); командующим левым флангом армии являлся Дживо Цриевича из Дубровника. Во главе правого крыла и в то же время всей дубровницкой армии стоял Михо Бобалевич. Кроме того, на правом фланге находился Петар Болица (из Котора), который, вероятно, во время битвы находился в центре боевого построения армии Дубровника. В ходе сражения погибли двое военачальников: Томаш Вукмирич убил Дживо Цриевича, а позднее погиб и сам в схватке с перастинцами. Никола Улцинянин при попытке помочь Цриевичу был ранен стрелой и вынужденно покинул поле боя.

## Итоги
Конфликт закончился поражением армии Борича. Орбин утверждает, что, потерпев поражение в Требине, военачальник послал епископа этого города для ведения переговоров от имени бана. Этот факт, по мнению Живковича, указывает на то, что Требине уже было передано под юрисдикцию боснийского епископа и что дальнейшее расширение епископства обеспечивалось при поддержке военно-политической силы Борича за счёт районов, на которые распространялась власть архиепархии Дубровника.